# Shannon Miller
Shannon Miller född den 10 mars 1977 i Rolla, Missouri, är en amerikansk gymnast.
Hon tog OS-brons i lagmångkampen och OS-silver i bom, OS-silver i den individuella mångkampen, OS-brons i fristående och OS-brons i barr i samband med de olympiska gymnastiktävlingarna 1992 i Atlanta.
Hon tog OS-guld i lagmångkampen och OS-guld i bom i samband med de olympiska gymnastiktävlingarna 1996 i Atlanta.